# Allan Saint-Maximin
Allan Irénée Saint-Maximin (sinh ngày 12 tháng 3 năm 1997) là cầu thủ bóng đá người Pháp thi đấu ở vị trí tiền vệ cánh cho Al Ahli tại Giải Vô địch quốc gia Ả Rập Xê Út. Anh từng thi đấu cho các đội bóng Saint-Étienne, Monaco, Hannover 96, Bastia, Nice và Newcastle United trước khi chuyển đến Al Ahli.

## Sự nghiệp câu lạc bộ

### Newcastle United
Ngày 2 tháng 8 năm 2019, Saint-Maximin chuyển đến Newcastle United tại giải đấu Premier League theo hợp đồng có thời hạn 6 năm với phí chuyển nhượng ban đầu 16,5 triệu £ và có thể lên đến 20 triệu £. Ngày 5 tháng 12 năm 2019, Saint-Maximin có bàn thắng đầu tiên cho Newcastle trong chiến thắng 2–0 trước Sheffield United tại Premier League. Ngày 7 tháng 3 năm 2020, anh ghi bàn thắng duy nhất trong trận đấu với Southampton tại Premier League. Anh có tổng cộng 4 bàn thắng và 7 kiến tạo trong mùa giải đầu tiên thi đấu tại Premier League.
Tại trận đấu vòng 3 Giải bóng đá Ngoại hạng Anh 2022–23 ngày 21 tháng 8 năm 2022, Saint-Maximin có màn trình diễn xuất sắc và có hai đường chuyền thành bàn trong trận hòa 3-3 với Manchester City. Một tuần sau đó, pha vô lê từ ngoài vòng cấm địa ở phút 90 của anh đã cứu Newcastle khỏi trận thua trước Wolverhampton.
Saint-Maximin có tổng cộng 4 mùa giải gắn bó cùng với Newcastle United, ghi được 13 bàn thắng cùng 21 pha kiến tạo sau 124 trận.

### Al Ahli
Ngày 30 tháng 7 năm 2023, Saint-Maximin đã chính thức trở thành cầu thủ của Al Ahli thi đấu tại Giải Vô địch quốc gia Ả Rập Xê Út với phí chuyển nhượng ước tính 23 triệu £.